# Lee Min-ki (cầu thủ bóng đá)
Đây là một tên người Triều Tiên, họ là Lee.
Lee Min-ki (tiếng Hàn: 이민기; sinh ngày 19 tháng 5 năm 1993) là một cầu thủ bóng đá Hàn Quốc thi đấu ở vị trí hậu vệ cho Gwangju FC ở K League Classic.